# Şagadam Turkmenbaszy
Şagadam Turkmenbaszy (turkm. «Şagadam» Türkmenbaşy), właśc. Türkmenbaşydaky Nebiti Gaýtadan Işleýän Zawodlar Toplumynyň Şagadam futbol kluby – turkmeński klub piłkarski, mający siedzibę w mieście Turkmenbaszy na zachodzie kraju. Właścicielem klubu jest turkmeńska firma przemysłu paliwowego, Türkmenbaşydaky Nebiti Gaýtadan Işleýän Zawodlar Toplumynyň (TNGIZT). 
Od 1992 występuje w Ýokary Liga.

## Historia
Chronologia nazw:
- 195?: DOSA Krasnowodzk (ros. ДОСА Красноводск)
- 1974: Neftýanik Krasnowodzk (ros. «Нефтяник» Красноводск)
- 1992: Hazar Krasnowodzk (ros. «Хазар» Красноводск)
- 1993: Hazar Turkmenbaszy (ros. «Хазар» Туркменбаши)
- 1994: Şagadam Turkmenbaszy (ros. «Шагадам» Туркменбаши)

Piłkarski klub DOSA Krasnowodzk został założony w miejscowości Krasnowodzk po zakończeniu II wojny światowej. Zespół występował w rozgrywkach amatorskich, a w 1955 startował w rozgrywkach Pucharu ZSRR. W 1974 już jako Neftýanik Krasnowodzk zdobył Puchar Turkmeńskiej SRR oraz startował w rozgrywkach Pucharu ZSRR wśród drużyn amatorskich, a w 1975 zdobył dublet – mistrzostwo i Puchar Turkmeńskiej SRR. Ostatni sukces osiągnął w 1989, zdobywając po raz piąty Puchar Turkmeńskiej SRR.
W 1992 debiutował w pierwszych niepodległych rozgrywkach Wyższej Ligi Turkmenistanu. W czerwcu 1992 zmienił nazwę na Hazar Krasnowodzk, a w 1993 po zmianie nazwy miasta przyjął nazwę Hazar Turkmenbaszy. Od 1994 nazywał się Şagadam Turkmenbaszy. W sezonie 1998/99 zajął ostatnie 9. miejsce, ale pozostał w lidze, a w 2002 osiągnął swój największy sukces – zdobył mistrzostwo Turkmenistanu oraz dotarł do finału Pucharu Turkmenistanu.

## Sukcesy

### Trofea międzynarodowe
Nie uczestniczył w rozgrywkach azjatyckich (stan na 31-12-2015).

### Trofea krajowe
Turkmenistan
| \| \| Zdobyte trofea w rozgrywkach Turkmenistanu (stan na: 31-12-2015) \| |                                                                  |      |                  |
| Rozgrywki                                                                 | Osiągnięcie                                                      | Razy | Sezon(y)         |
| Mistrzostwo                                                               | I miejsce                                                        | 1    | 2002             |
| Mistrzostwo                                                               | II miejsce                                                       | 0    |                  |
| Mistrzostwo                                                               | III miejsce                                                      | 3    | 2003, 2014, 2017 |
| Puchar                                                                    | zdobywca                                                         | 2    | 2007, 2021       |
| Puchar                                                                    | finalista                                                        | 3    | 2002, 2015, 2017 |
| Superpuchar                                                               | zdobywca                                                         | 0    |                  |
| Superpuchar                                                               | finalista                                                        | 1    | 2007             |
| II liga                                                                   | I miejsce                                                        | 0    |                  |
| II liga                                                                   | II miejsce                                                       | 0    |                  |
| II liga                                                                   | III miejsce                                                      | 0    |                  |
| Turkmenistan                                                              | Zdobyte trofea w rozgrywkach Turkmenistanu (stan na: 31-12-2015) |      |                  |

ZSRR
| \| \| Zdobyte trofea w rozgrywkach Związku Radzieckiego (stan na: 31-12-1991) \| |                                                                         |      |          |
| Rozgrywki                                                                        | Osiągnięcie                                                             | Razy | Sezon(y) |
| Mistrzostwo                                                                      | I miejsce                                                               | 0    |          |
| Mistrzostwo                                                                      | II miejsce                                                              | 0    |          |
| Mistrzostwo                                                                      | III miejsce                                                             | 0    |          |
| Puchar                                                                           | zdobywca                                                                | 0    |          |
| Puchar                                                                           | finalista                                                               | 0    |          |
| Puchar                                                                           | 1/64 finału                                                             | 1    | 1955     |
| II liga                                                                          | I miejsce                                                               | 0    |          |
| II liga                                                                          | II miejsce                                                              | 0    |          |
| II liga                                                                          | III miejsce                                                             | 0    |          |
|                                                                                  | Zdobyte trofea w rozgrywkach Związku Radzieckiego (stan na: 31-12-1991) |      |          |

- Mistrzostwo Turkmeńskiej SRR:
  - mistrz (6x): 1975, 1978, 1979, 1980, 1984, 1986
- Puchar Turkmeńskiej SRR:
  - zdobywca (5x): 1974, 1975, 1976, 1980, 1989

## Stadion
Klub rozgrywa swoje mecze domowe na stadionie Şagadam w Turkmenbaszy, który może pomieścić 5000 widzów.

## Piłkarze
Znani piłkarze:
- Farhat Bazarow
- Aleksandr Boliýan
- Yuriý Bordolimow
- Nikita Gorbunow
- Juma Meredow
- Witaliý Zolotuhin

## Trenerzy
- 1992–1997:  Muhamed Amanow
- 1997–12.1997:  Aleksandr Stepanow

...
- 2001–2003:  Kudrat Ismailow

...
- 2005:  Armen Soghomonýan
- 10.2005–12.2005:  Kudrat Ismailow
- 2006–2008:  Kurban Meredov
- 2008–2011:  Kudrat Ismailow
- 2011–2013:  Rejepmyrat Agabaýew
- 2013–...:  Amanmyrat Meredow

## Inne
- Balkan Balkanabat